# Stephen Knight

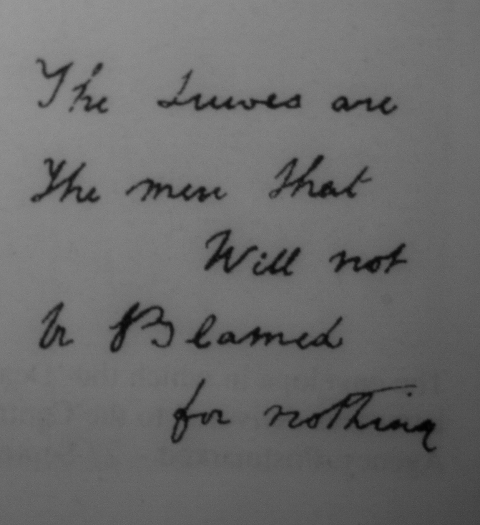
La inscripción encontrada en la pared de la calle Goulston después del asesinato de Catherine Eddowes (reproducción) por Jack the Ripper. Stephen Knight acercó la palabra "Juwes" a la masonería.

Stephen Knight (Hainault, Essex, Inglaterra, 26 de septiembre de 1951-25 de julio de 1985) fue un escritor británico. Es conocido por sus libros The Brotherhood y Jack the Ripper: The Final Solution, donde sostiene que existe una conspiración masónica detrás de varios aspectos de la sociedad británica. Su libro sobre Jack el Destripador afirma que sus crímenes fueron organizados por masones por orden de la familia real, una hipótesis que no es aceptada por los historiadores. Knight desarrolló su propia hipótesis tomando como punto de partida la palabra "Juwes" escrita en el muro después de un crimen. El primer film basado en esta teoría fue la obra británica Asesinato por Decreto, de 1979. Alan Moore y Eddie Campbell crearon la novela gráfica From Hell inspirados en las teorías de Knight, y Albert y Allen Hughes rodaron la película From Hell, basada en la novela gráfica de Moore y las teorías de Knight.

## Comentario sobreJack el Destripador: La solución definitiva
Dentro de la producción literaria de Stephen Knight destaca, sin lugar a dudas, el ensayo e investigación que este escritor publicó en el año 1976: Jack the Ripper: The Final Solution ("Jack el Destripador. La Solución Definitiva").
Esa obra sirvió como modelo de inspiración a una numerosa cantidad de libros, así como películas, entre las que cabe recordar a "Sherlock Holmes contra la hermandad de la muerte" y, muy especialmente, a Asesinato por Decreto, dirigida por Bob Clark en 1978, que narra cómo Sherlock Holmes resuelve el misterio. En 2001 se realizó un remake de dicha película sustituyendo a la figura de Sherlock Holmes, que fue titulada From Hell ("Desde el Infierno"), dirigido por los hermanos Hughes y contando con las actuaciones protagónicas de Ian Holm en los papeles del Dr. William Withey Gull y de Jack el Destripador, de Johnny Deep interpretando al Inspector Frederick Abberline y de Heather Graham haciendo las veces de Mary Jane Kelly.
Stephen Knight fundamentó su ensayo en una meticulosa, aunque muy discutible, indagación. Para ello se sirvió esencialmente de una curiosa historia que le narrase un hombre llamado Joseph Gorman. Este último alegó ser hijo natural del celebrado pintor impresionista Walter Richard Sickert y de Alice Margaret Crook. Pero lo más interesante consistía en que la abuela materna de Joseph Gorman sería, según su versión, nada menos que Annie Elizabeth Crook, presunta esposa (merced a un casamiento semiclandestino) del joven Príncipe Albert Víctor, Duque de Clarence, popularmente conocido por el apodo "Eddie" (malogrado candidato al trono británico que falleció presuntamente de sífilis a los 28 años en 1892).
Conforme viene de decirse, la historia narrada en "The Final Solution" pretende que: "El Duque de Clarence merodearía por los arrabales del East End londinense, bien lejos de las indiscretas miradas que lo vigilarían si hubiese pretendido divertirse en la lujosa zona del West End. El bohemio y talentoso pintor Walter Richard Sickert, de quien Eddie fingiría ser su hermano menor, oficiaría a modo de baqueano cicerone del joven de sangre real durante esas incursiones. En una de las mismas, por 1884, el muchacho conocería a la juvenil y sensual Annie Elizabeth Crook, una modesta dependienta que a la sazón trabajaba en una confitería emplazada en la calle Cleveland. Los jóvenes se convertirían en una entusiasta pareja de amantes, y a raíz de esa tórrida relación amorosa la chica daría a luz a una hija natural del aspirante a monarca, a la cual se bautizaría con los nombres de Alice Margaret...".
El escándalo provocado por este nacimiento llegaría a oídos de la Corona británica, la cual habría separado a la pareja mediante la fuerza, con el resultado de que la joven habría sido internada en un hospital psiquiátrico para que nadie le creyera si insistía en divulgar la historia respecto de su casamiento con el Príncipe y sobre la bebé con derechos al trono.
Pero la versión propuesta por Knight soportó numerosas críticas a cargo de expertos.
A modo de ejemplo se señaló: "Nos piden que creamos, ante todo, que Eddie, Duque de Clarence, se convirtió en amigo íntimo de Walter Sickert. No existen pruebas al respecto. Nos piden que creamos que se enamoró tanto de una dependienta hasta el punto que llegó a casarse con ella, aunque como ocurría con todos los demás de la familia real, la Reina Victoria lo aterrorizaba...".
La narración supone, a su vez, que unas prostitutas amigas de Annie se enteraron de su trágica situación y, necesitadas de dinero, tuvieron la mala idea de intentar chantajear a la Casa Real británica, con lo cual sólo lograron que esta, por mediación del médico imperial Sir. William Gull, las mandara finiquitar de la tan espantosa manera que daría origen a la macabra leyenda de Jack el Destripador.

## Obras
Una reseña de las primordiales obras publicadas por el periodista y escritor Stephen Knight incluye las siguientes, que se mencionan según sus títulos originales, a saber:
- Cruelly Murdered
- Requiem at Rogano
- The Killing of Justice Godfrey
- The Brotherhood:The Explosive Expose of the Secret World of the Freemasons
- Jack the Ripper: The Final Solution